# Dominik Zeh
Dominik Zeh (* 19. September 1977 in Hof) ist ein ehemaliger Ringer im freien Stil und derzeitiger Trainer.

## Sportliche Karriere
Zeh begann bei dem ASV Hof mit dem Ringen. Zwischen 1990 und 1997 gewann er fünf deutsche Meistertitel im Jugend- und Juniorenbereich. 1997 wechselte Zeh zum späteren Bundesligisten SV Siegfried Hallbergmoos-Goldach. 2000 konnte er in der Gewichtsklasse bis 69 kg den Militärweltmeistertitel in Camp Lejeune sowie den dritten Platz bei den Deutschen Meisterschaften erringen.
2003 wurde Zeh deutscher Vizemeister in der Gewichtsklasse bis 74 kg und 2004 gewann er in derselben Gewichtsklasse den deutschen Meistertitel. In seiner Heimatstadt Hof ist er seither als „Olympiasieger-Besieger“ bekannt, da er 2004 gegen Alexander Leipold, den damals amtierenden Olympiasieger von Sydney 2000, gewann. Im Jahr darauf verteidigte er diesen Titel erfolgreich gegen Peter Weisenberger, an den er den Titel 2006 bei der Deutschen Meisterschaft vor heimischem Publikum abgeben musste. Bei den Ringer-Europameisterschaften 2005 in Warna belegte er lediglich den 17. Rang in der Gewichtsklasse bis 74 kg.
2006 kehrte Zeh zum ASV Hof zurück, mit dem ihm zum Ende der Saison 2006/07 der Aufstieg in die Ringer-Bundesliga gelang. 2008 wurde er zum Vizepräsidenten des Hofer Sportverbandes gewählt. Nach der Saison 2008 beendete Zeh seine aktive Laufbahn. Im Frühjahr 2009 löste er seinen Vater, den bayrischen Landestrainer Horst Zeh, als Coach des ASV Hof ab.

## Berufliche Karriere
Zeh machte von 1994 bis 1997 eine Lehre als Bauzeichner in einem Architekturbüro. Von 1997 bis 2004 gehörte er der Sportfördergruppe der Bundeswehr in Schifferstadt an. Von 2003 bis 2006 absolvierte Zeh ein Studium zum Diplom-Fitnessökonom und gründete 2004 eine Firma für Sportnahrung. Zwischen 2006 und 2008 eröffnete er ein Ernährungs- und Figurtrainingszentrum sowie zwei Sonnenstudios in Hof.

## Politische Karriere
Bei den Stadtratswahlen am 2. März 2008 zog er für die CSU in den Stadtrat von Hof ein.